# Depot von Kräsem
Das Depot von Kräsem, seltener auch Depot von Kraesem ist ein archäologischer Depotfund aus der Frühbronzezeit, der bei Kräsem im Kreis Weststernberg (heute Krzesin) entdeckt wurde.
Der Hortfund besteht aus zwei massiven Ringen und dem Bruchstück eines dritten. Der Fund wird der Aunjetitzer Kultur zugeordnet.